# Odrážedlo

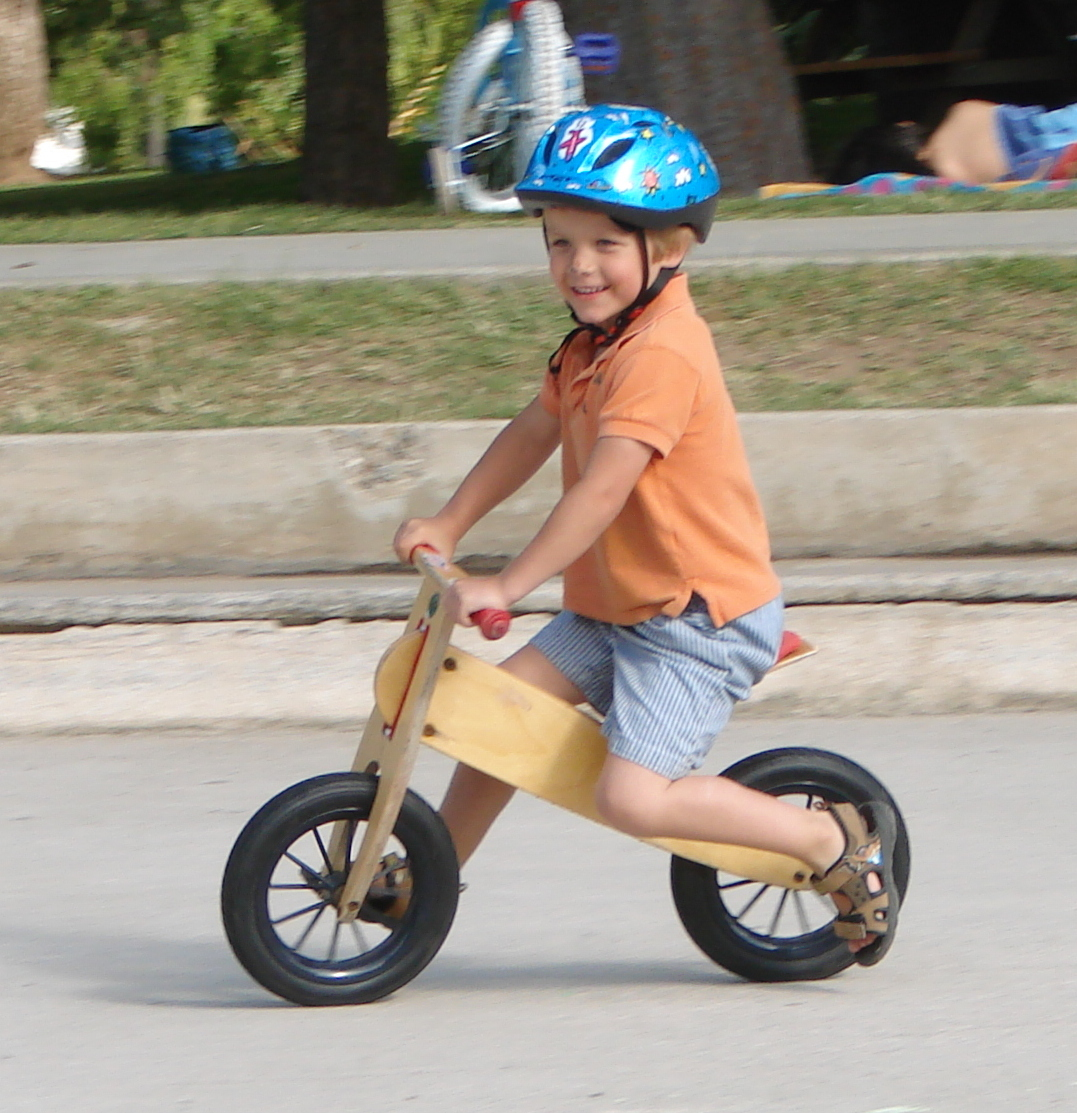
Dítě na odrážedle

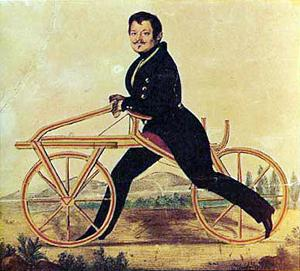
Karl Drais na svém vynálezu, draisině

Odrážedlo nebo také tréninkové kolo je jízdní kolo, které není poháněno prostřednictvím pedálů, ale odrážením nohama o zem. Od koloběžky se liší tím, že jezdec sedí na sedle a odráží se střídavě oběma nohama.
Odrážedlo, pod historickým názvem Laufmaschine či později draisina, bylo předchůdcem jízdního kola. Vynález bývá všeobecně připisován německému lesníkovi a vynálezci Karlu von Draisovi (1785–1851), který si roku 1818 nechal k dosud známému neřiditelnému velocipédu patentovat řiditelné přední kolo.
V moderní době se odrážedla začala znovu používat, a to, podobně jako šlapací tříkolka, pro nejmladší děti, které ještě nejsou způsobilé jezdít na šlapacím jízdním kole. Dítě může oproti jízdnímu kolu snadněji manipulovat s odrážedlem, ale na rozdíl od tříkolky se naučí držet stabilitu. Většina odrážedel má také z tohoto důvodu stupačky, na které může dítě dát nohy v okamžiku, kdy se nebude chtít odrážet. Další výhodou odrážedel je vyšší bezpečnost a lehkost. Odrážedla jsou vyráběna tak, aby je dokázalo unést dítě samotné, případně aby jej mohl bez problému nést rodič.
U některých odrážedel lze nastavit řídítka a sedátko, takže odrážedlo může růst spolu s dítětem. Například odrážedlo Wishbone Bike 3v1 má nejen nastavitelnou výšku, ale je možné ho přeměnit i na tříkolku.